# Bixby (Oklahoma)
Bixby és una ciutat dels Estats Units a l'estat d'Oklahoma. Segons el cens del 2000 tenia 13.336 habitants.

## Demografia
Segons el cens del 2000, Bixby tenia 13.336 habitants, 4.903 habitatges, i 3.819 famílies. La densitat de població era de 214,1 habitants per km².
Dels 4.903 habitatges en un 40,5% hi vivien nens de menys de 18 anys, en un 65,1% hi vivien parelles casades, en un 8,7% dones solteres, i en un 22,1% no eren unitats familiars. En el 18,4% dels habitatges hi vivien persones soles el 6,4% de les quals corresponia a persones de 65 anys o més que vivien soles. El nombre mitjà de persones vivint en cada habitatge era de 2,7 i el nombre mitjà de persones que vivien en cada família era de 3,09.
Per edats la població es repartia de la següent manera: un 28,8% tenia menys de 18 anys, un 7,9% entre 18 i 24, un 31,7% entre 25 i 44, un 21,8% de 45 a 60 i un 9,8% 65 anys o més.
L'edat mediana era de 34 anys. Per cada 100 dones de 18 o més anys hi havia 95,2 homes.
La renda mediana per habitatge era de 50.854$ i la renda mediana per família de 58.104$. Els homes tenien una renda mediana de 39.941$ mentre que les dones 27.110$. La renda per capita de la població era de 24.336$. Entorn del 4,3% de les famílies i el 5,4% de la població estaven per davall del llindar de pobresa.

## Poblacions més properes
El següent diagrama mostra les poblacions més properes.